# Usevolodo I de Kiev
Usevolodo I (em latim: Usevolodus; em russo: Всеволод I Ярославович; em ucraniano: Всеволод I Ярославич) ou Vissivaldo (em nórdico antigo: Vissivald; 1030 – 13 de abril de 1093) foi príncipe de Pereaslávia de 1054 a 1073, príncipe de Czernicóvia de 1073 a 1078 e grão-príncipe de Quieve de 1078 a 1093.

## Vida

### Primeiros anos
Era o quinto e favorito filho de Jaroslau I, o Sábio com Ingegerda da Suécia e nasceu cerca de 1030. Em seu selo de seus últimos anos, foi chamado "André Usevolodo" em grego, implicando que seu nome batismal era André. Para apoiar um armistício assinado com o imperador Constantino IX (r. 1042–1055) em 1046, seu pai casou Usevolodo com uma princesa grega, que segundo a tradição se chamava Anastácia ou Maria. Pelo fato do filho do casal, Vladimir Monômaco, usar o nome da família do imperador, se pensou que era membro da família de Constantino, mas nenhuma evidência contemporânea demonstra a relação específica ou que o imperador deu-lhe qualquer filha.
Com a morte de seu pai em 1054, recebeu em apanágio as cidades de Pereslávia, Rostóvia, Susdália e a cidade de Bielozera que permaneceria em posse de seus descendentes até o fim da Idade Média. Junto com seus irmãos mais velhos Iziaslau I e Esvetoslau II, formou um triunvirato principesco que guerrearam contra os nômades das estepes, os cumanos, e compilou o primeiro código legal eslavo oriental Em 1055, Usevolodo lançou uma expedição contra os turcos que nos anos anteriores repeliram os pechenegues das estepes pônticas. Ele também fez a paz com os cumanos que apareceram pela primeira vez na Europa no mesmo ano. Os cumanos invadiram seu principado em 1061 e repeliram Usevolodo na batalha. Usevolodo persuadiu seu irmão Iziaslau e seu primo distante Useslau a unirem-se a ele para atacar os turcos em 1060.
Em 1067, a esposa grega de Usevolodo morreu e logo ele casou-se com a princesa quipchaca Ana. Deu-lhe outro filho, que se afogou após a Batalha do rio Estugna, e filhas, uma virou freira e a outra, Eupráxia, casou-se com o imperador Henrique IV. Os cumanos novamente invadiram a Rússia de Quieve em 1068. Os irmãos uniram suas forças contra eles, mas os cumanos repeliram-os ao rio Alta. Após sua derrota, Usevolodo retirou-se para Pereaslávia. Porém, os cidadãos de Quieve rebelaram-se abertamente, destronaram Iziaslau e libertaram e proclamaram Useslau I como seu grão-príncipe. Usevolodo e Esvetoslau não tentaram expulsar o usurpador de Quieve.
Usevolodo apoiou Esvetoslau contra Iziaslau. Forçaram seu irmão a fugir de Quieve em 1073. Teodósio, o hegúmeno santificado ou chefe do Mosteiro das Cavernas em Quieve permaneceu leal a Iziaslau e recuou-se a almoçar com Esvetoslau e Usevolodo. Iziaslau conferiu o antigo principado de Esvetoslau para Usevolodo, mas os filhos de Esvetoslau consideraram o Principado de Czernicóvia como seu patrimônio ou otchina. Olegue I fez uma aliança com os cumanos e invadiu Czernicóvia. Iziaslau chegou ao resgate de Usevolodo e eles forçaram Olegue a se retirar, mas Iziaslau foi assassinado na batalha.

### Reinado
Com a morte de Iziaslau, Usevolodo, como único filho vivo de seu pai, tomou o trono de Quieve, unindo os três principados centrais da Rússia — Quieve, Czernicóvia e Pereaslávia. Ele nomeou seu filho mais velho Vladimir como administrador de Czernicóvia. A Crônica de Nestor afirma que "as pessoas não mais aceitavam a justiça do príncipe, [e] juízes tornaram-se corruptos e venais". Ele seguiu o conselho de seus jovens conselheiros em vez de seus antigos servidores nos seus últimos anos.
Usevolodo falava cinco línguas estrangeiras, segundo a autobiografia de Vladimir. Segundo George Vernadsky, dentre elas talvez estava o grego e o cumano, pois era a nacionalidade de suas duas esposas, e provavelmente falou latim, nórdico e osseta. Perdeu a maioria de suas batalhas e Vladimir, guerreiro grande e famoso, lutou boa parte delas por seu pai. Os últimos anos de seu reinado foram obscurecidos por grave doença, e Vladimir presidiu sobre seu governo.

## Família

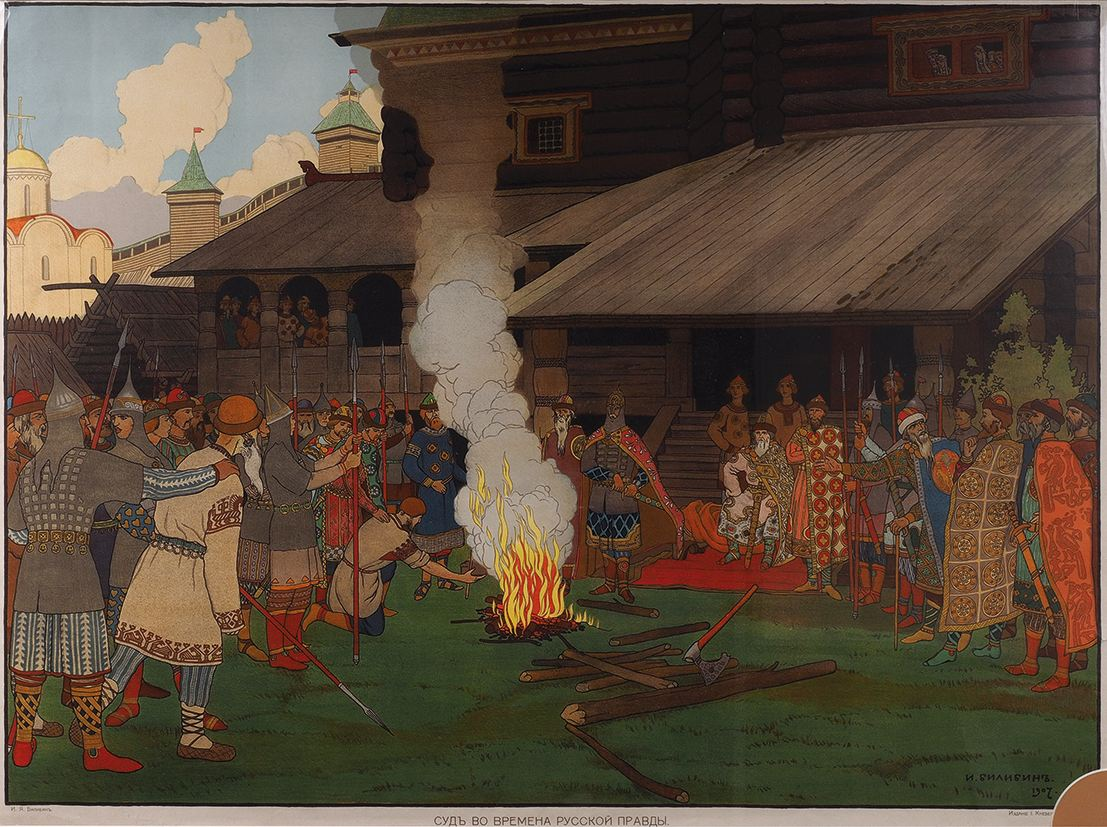
Corte de Quieve no tempo de Usevolodo

Usevolodo e sua primeira esposa, uma parente de Constantino IX, tiveram filhos:
- Vladimir II, grão-príncipe de Quieve entre 1112 e 1125;
- Janca ou Ana (m. 3 de novembro de 1112) foi noiva de Constantino Ducas em 1074, mas nunca casou-se,[22] tornou-se freira e criou uma escola para moças.[23]

Usevolodo e sua segunda esposa teve filhos:
- Rostislau I (m. 26 de maio de 1093), se afogou enquanto se retirava da Batalha do rio Estugna;[7]
- Eupráxia, casou-se primeiro o marquês da Marca do Norte Henrique, o Longo e então com o imperador Henrique IV;[24]
- Catarina de Quieve (m. 11 de agosto de 1108), uma freira cuja data de morte é registrada na Crônica de Nestor;
- Maria de Quieve (m. 1089).